# Jörg Scheinfeld
Jörg Scheinfeld (* 1970) ist ein deutscher Rechtswissenschaftler.

## Leben
Jörg Scheinfeld studierte ab 1995 Rechtswissenschaft an der Ruhr-Universität Bochum. 2000 legte er die erste juristische Staatsprüfung beim Justizprüfungsamt des Oberlandesgerichts Düsseldorf ab. 2000 wurde er wissenschaftlicher Mitarbeiter und Doktorand bei Rolf Dietrich Herzberg in Bochum. 2002 begann er den juristischen Vorbereitungsdienst beim Oberlandesgericht Hamm. 2004 legte er die zweite juristische Staatsprüfung ab. 2004 wurde er wissenschaftlicher Assistent am Lehrstuhl für Strafrecht, Strafprozessrecht und Rechtsphilosophie von Tatjana Hörnle. Parallel dazu leistete er wissenschaftliche Beratung von Strafverteidigern. Nach der Promotion 2005 zum Doktor der Rechte an der Ruhr-Universität Bochum mit der Arbeit Der Tatbegriff des § 24 StGB wurde er 2010 Lehrkraft für besondere Aufgaben an der Ruhr-Universität Bochum und 2011 Lehrkraft für besondere Aufgaben an der Johannes Gutenberg-Universität Mainz. Nach der Habilitation 2012 an der Universität Hamburg mit der Arbeit Organtransplantation und Strafrechtspaternalismus (betreut von Reinhard Merkel) erhielt er die Venia Legendi für Strafrecht, Strafprozessrecht, Medizinstrafrecht, Wirtschaftsstrafrecht und Rechtsphilosophie. Er vertrat 2012 den Lehrstuhl von Michael Hettinger, Johannes Gutenberg-Universität Mainz. 2013 wurde er Lehrkraft für besondere Aufgaben an der Johannes Gutenberg-Universität. 2015 erhielt er den Ruf auf den Lehrstuhl Strafrecht II der EBS Law School. 2015 wurde er zum Professor an der EBS Law School, Wiesbaden ernannt. 2016 erhielt er den Ruf auf den Lehrstuhl für Strafrecht und Strafprozessrecht an der JGU (Nachfolge Michael Hettinger) und 2016 wurde er zum Universitätsprofessor an der JGU im Oktober 2016 ernannt. Im Institut für Weltanschauungsrecht (ifw) ist er seit 2022 leitender Direktor. Seit 2017 war er dort Beirat.

## Standpunkte

### Genitalbeschneidungen
Jörg Scheinfeld bewertet den vom Bundestag im Dezember 2012 beschlossenen § 1631d BGB, der Jungenbeschneidungen unter bestimmten Voraussetzungen erlaubt, als verfassungswidrig. Zum fünften Jahrestag des „Kölner Urteils“ legte er 2017 mit Bundesrichter Ralf Eschelbach und Mediziner Matthias Franz ein Gutachten vor und forderte die Politiker zum Handeln auf.

### Sexueller Missbrauch in der katholischen Kirche
Nach der Veröffentlichung der Studie Sexueller Missbrauch an Minderjährigen durch katholische Priester, Diakone und männliche Ordensangehörige im Bereich der Deutschen Bischofskonferenz und nachfolgenden deutschlandweiten Strafanzeigen wegen des Verdachts des sexuellen Missbrauchs von Kindern (§ 176 StGB) und des schweren sexuellen Missbrauchs von Kindern (§ 176a StGB) bewertete er im Mai 2019 in der Neuen Juristischen Wochenschrift (NJW) in dem Artikel „Anfangsverdacht bei Anzeige gegen Unbekannt. Klerikaler Kindesmissbrauch und Legalitätsprinzip“ die Reaktion von Staatsanwaltschaften und Justizministern und zog das Fazit: „Nach alldem hätte es im Nachgang der MHG-Studie nur eine richtige Entscheidung für die Staatsanwaltschaften in den Bistümern geben können: Ermittlungsverfahren gegen Unbekannt einzuleiten - damit der Missbrauch von Schutzbefohlenen und Minderjährigen sowie gegebenenfalls eine Beihilfe dazu geahndet werden können. Stattdessen wurde zum Teil mit unstimmigen Begründungen das Ermitteln verweigert und diese Chance leichtfertig vertan sowie billigend in Kauf genommen, dass Beweismittel beiseitegeschafft und vernichtet werden.“

## Schriften (Auswahl)
- Der Tatbegriff des § 24 StGB. Holzkirchen 2006, ISBN 3-927983-73-X.
- Der Kannibalen-Fall. Verfassungsrechtliche Einwände gegen die Einstufung als Mord und gegen die Verhängung lebenslanger Freiheitsstrafe. Tübingen 2009, ISBN 978-3-16-150116-6.
- Organtransplantation und Strafrechtspaternalismus. Eine Analyse der strafbewehrten Spendebegrenzungen im deutschen Transplantationsrecht. Tübingen 2012, ISBN 3-16-153392-5.
- mit Holm Putzke: Strafprozessrecht. 9. Auflage. München 2022, ISBN 978-3-406-78537-5.